# تیوگا (داکوتای شمالی)
تیوگا(به انگلیسی: Tioga) شهری در ایالت داکوتای شمالی کشور ایالات متحده آمریکا است که جمعیت آن در سرشماری سال ۲۰۱۰ میلادی، ۱٬۲۳۰ نفر بوده‌است.